# Venga a fare il soldato da noi
Venga a fare il soldato da noi è un film del 1972, diretto da Ettore Maria Fizzarotti.

## Trama
Nicoletta Bianchi è una giovane molto attraente, fidanzata con Fabrizio, un medico militare. Poiché era stata registrata all'anagrafe col nome "Nicola", le viene inviata per errore la cartolina che la convoca a svolgere il servizio militare. Quando va da Fabrizio perché l'aiuti a chiarire l'equivoco, vede il suo fidanzato abbracciato a un'altra donna; decide allora di fingersi uomo e, con uno stratagemma, si fa assegnare alla stessa compagnia di Fabrizio affinché possa tenerlo d'occhio.
Fanno parte del suo stesso scaglione diversi personaggi alquanto singolari: Ambrogio, figlio di un ricco industriale che si finge milanese e che pretende di avere un attendente personale benché sia soldato semplice; Pasquale, aspirante cantautore napoletano; Bottesin, veneto con la passione per la bottiglia; Nando, padre di famiglia che di nascosto ha portato con sé il figlioletto di tre anni perché sua moglie è stata incarcerata perché ha venduto sigarette di contrabbando. Queste reclute mettono a dura prova i nervi del sergente istruttore Franco Samperi, che viene apparentemente maltrattato dal suo superiore, il maresciallo Ciccio La Rosa; in realtà i due sono amici perché Franco ha un interesse sentimentale nella sorella di Ciccio. Entrambi devono comunque sottostare alle richieste del capitano Re, un ufficiale dal temperamento collerico sposato con una donna più giovane ma particolarmente corpulenta.
Dopo pochi giorni arriva il momento delle grandi manovre: la strategia del capitano Re della squadra azzurra per vincerle è intercettare i messaggi cifrati della squadra avversaria (rossa) per prevenire le sue mosse. Di ciò viene incaricato il sergente Samperi, che avendo perduto il codice ufficiale è costretto a decifrarli utilizzando il suo libro della smorfia napoletana. In base ai messaggi, sembrerebbe che emissari della squadra nemica s'incontrino con delle spie in un vicino albergo, nel quale alloggia anche la moglie del capitano; Samperi e La Rosa vi s'introducono perciò sotto mentite spoglie, e vedono l'ufficiale medico conferire con la sua amante. Pensano inizialmente che la spia sia lui, ma poi propendono per la moglie di Re. Quando lo riferiscono al capitano, questi vi vede il pretesto per divorziare e si frega le mani pensando che potrebbe cogliere un doppio successo. Un successivo messaggio intercettato fa pensare che la squadra nemica possa arrivare dal mare sbarcando da gommoni: i soldati si recano perciò sulla spiaggia per intercettarla ma vi trovano delle modelle che dovevano sfilare in costumi da bagno che era stata organizzata da uno stilista nello stabilimento balneare dell'albergo. Tuttavia, grazie al cunicolo che Samperi aveva fatto scavare ai soldati apparentemente senza una ragione, i soldati riescono ad accerchiare le truppe rosse, tagliando fuori quelle che avevano attaccato il campo azzurro.
Samperi viene pubblicamente elogiato da Re per aver contribuito alla vittoria, mentre La Rosa è messo agli arresti per un mese per avergli comunicato notizie false. Per celebrare la vittoria, Samperi organizza a bordo piscina dell'albergo uno spettacolino per i soldati. In uno sketch comico, lui e La Rosa cercano di spogliare Nicoletta, ignorando ancora che sia in realtà una donna; la giovane si butta allora in acqua e si rappacifica col fidanzato, avendolo convinto a lasciare l'amante.

## Produzione
Dopo essere stata la location del film Stasera mi butto nel 1967 il Grand Hotel Pineta Mare di Castel Volturno viene di nuovo scelto da Fizzarotti per girare questo film. Alcuni personaggi, uniformi e interni sono gli stessi del film W le donne del 1970, con Franco Franchi e Ciccio Ingrassia, del quale questo film in pratica costituisce un seguito.
Fu l'unico film per l'imitatore Franco Rosi (per di più doppiato). 